# Substituut (recht)
Substituut is de assistent/helper van een procureur des Konings in België of van de officier van justitie in Nederland. Meestal zijn er meerdere substituten aanwezig, de substituut die door de procureur of officier van justitie als vervanger is aangewezen wordt eerste substituut genoemd. Oorspronkelijk betekent het woord 'substituut' vervanger in het Latijn. Ook doet de substituut kleine onderzoeken in opdracht van de procureur des Konings of officier van justitie.
Let wel, deze functie moet niet verward worden met die van hulpofficier van justitie (in Nederland) of hulpofficier van de procureur des Konings (in België). Dit zijn opsporingsambtenaren met enkele aanvullende bevoegdheden. 